# Anders Erik Norbeck
Anders Erik Norbeck, född 29 maj 1805 i Orlunda socken, Östergötland, död 27 april 1870 i Växjö, var en svensk teolog.

## Biografi
Norbeck blev student vid Uppsala universitet 1824, filosofie magister 1833, teologie kandidat 1834, docent i dogmatik och moralteologi 1837, prästvigd och teologie licentiat 1838, docent i pastoralteologi 1841 och notarie i teologiska fakulteten, 1844 teologie doktor och samma år lektor i teologi vid Växjö gymnasium. 
Norbeck gjorde sig ett namn genom Lärobok i theologien för gymnasierna (1840; 12:e upplagans tredje tryckning 1910), vilken fick stor spridning och länge användes. Hans Lärobok i kyrkohistorien för gymnasierna (1851; andra upplagan 1856) ansågs alltför omfattande och blev därför mindre använd. 
Även genom sina Betraktelser öfver omtvistade dogmatiska frågor (1867) samt akademiska avhandlingar och översättningar från bland andra Hermann Olshausen och Johann Georg Benedict Winer visade han sin teologiska lärdom och sin strävan att popularisera sin vetenskap.